# BattleTech

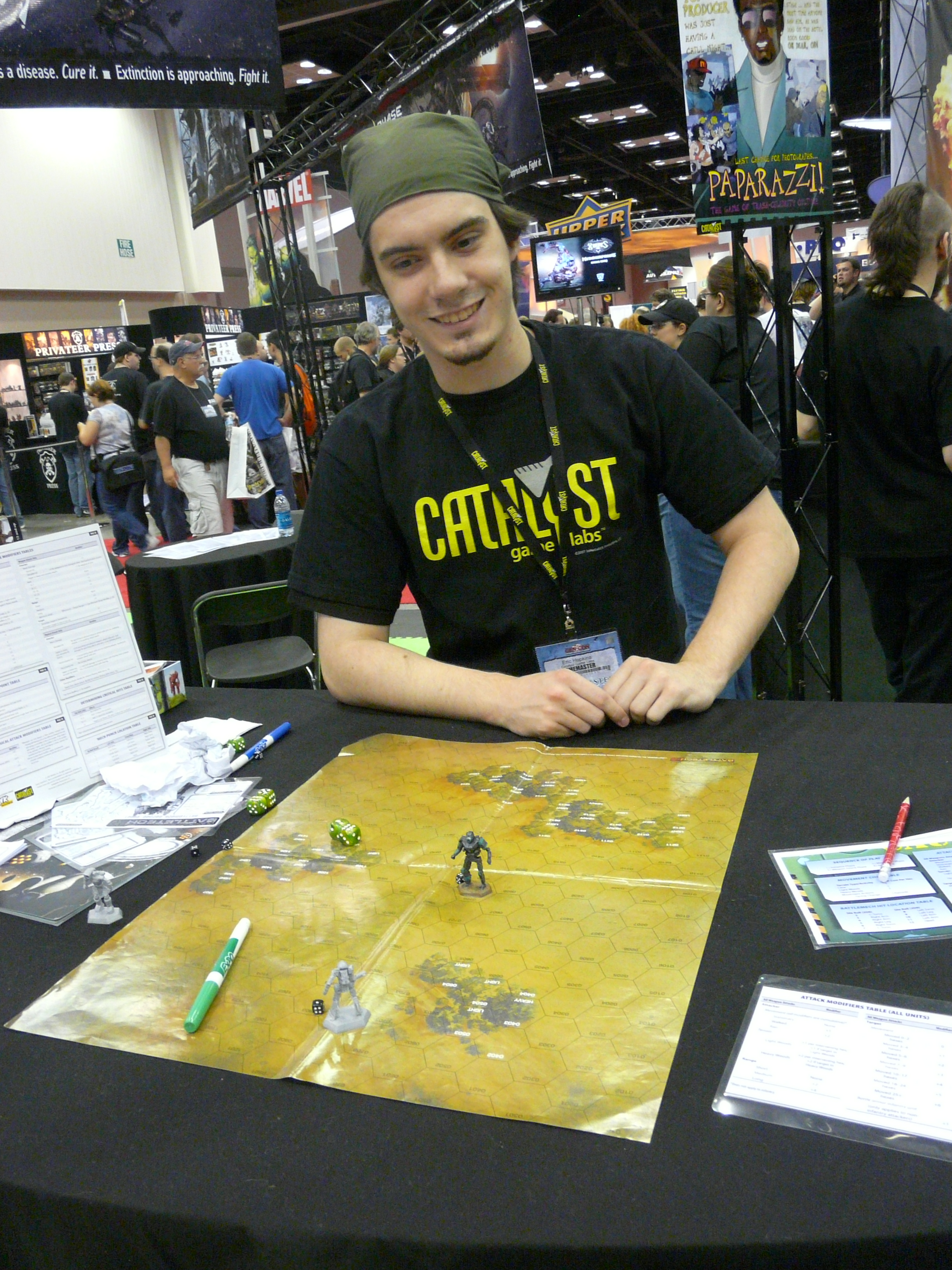
Plansza gry

BattleTech – planszowa gra science fiction stworzona w 1984 roku przez FASA symulująca wojnę w XXXI wieku. Ludzie walczą w ogromnych maszynach kroczących zwanych Battlemechami napędzanych energią z reaktorów jądrowych, czołgach i statkach kosmicznych. BattleTech został początkowo wydany pod nazwą BattleDroids, jednak został przemianowany ze względu na George'a Lucasa, który posiadał prawa do nazwy droid.